# Houston Rockets 2008-2009
La stagione 2008-09 degli Houston Rockets fu la 42ª nella NBA per la franchigia.
Gli Houston Rockets arrivarono secondi nella Southwest Division della Western Conference con un record di 53-29. Nei play-off vinsero il primo turno con i Portland Trail Blazers (4-2), perdendo poi la semifinale di conference con i Los Angeles Lakers (4-3).

## Roster
| N° | Naz.                    | Ruolo | Sportivo        | Anno | Alt. | Peso |
| -- | ----------------------- | ----- | --------------- | ---- | ---- | ---- |
| 0  | Stati Uniti (bandiera)  | G     | Aaron Brooks    | 1985 | 183  | 73   |
| 1  | Stati Uniti (bandiera)  | A     | Tracy McGrady   | 1979 | 203  | 95   |
| 2  | Stati Uniti (bandiera)  | G     | Luther Head     | 1982 | 191  | 84   |
| 4  | Argentina (bandiera)    | A     | Luis Scola      | 1980 | 206  | 111  |
| 7  | Stati Uniti (bandiera)  | G     | Kyle Lowry      | 1986 | 183  | 79   |
| 8  | Stati Uniti (bandiera)  | GA    | James White     | 1982 | 201  | 91   |
| 11 | Cina (bandiera)         | C     | Yao Ming        | 1980 | 229  | 141  |
| 12 | Stati Uniti (bandiera)  | G     | Rafer Alston    | 1976 | 188  | 78   |
| 13 | Stati Uniti (bandiera)  | G     | Von Wafer       | 1985 | 196  | 95   |
| 14 | Stati Uniti (bandiera)  | A     | Carl Landry     | 1983 | 206  | 112  |
| 15 | Stati Uniti (bandiera)  | A     | Joey Dorsey     | 1983 | 203  | 122  |
| 17 | Stati Uniti (bandiera)  | G     | Brent Barry     | 1971 | 198  | 84   |
| 31 | Stati Uniti (bandiera)  | A     | Shane Battier   | 1978 | 203  | 100  |
| 43 | Stati Uniti (bandiera)  | A     | Brian Cook      | 1980 | 206  | 106  |
| 44 | Stati Uniti (bandiera)  | A     | Chuck Hayes     | 1983 | 198  | 109  |
| 55 | RD del Congo (bandiera) | C     | Dikembe Mutombo | 1966 | 218  | 111  |
| 96 | Stati Uniti (bandiera)  | A     | Ron Artest      | 1979 | 198  | 111  |

## Staff tecnico
- Allenatore: Rick Adelman
- Vice-allenatori: Elston Turner, Jack Sikma, T.R. Dunn, R.J. Adelman